# Los Castillos (Veraguas)
Los Castillos es un corregimiento del distrito de Río de Jesús en la provincia de Veraguas, República de Panamá. La localidad tiene 552 habitantes (2010).